# Melitaea pumila
Melitaea pumila är en fjärilsart som beskrevs av Ruggero Verity 1919. Melitaea pumila ingår i släktet Melitaea och familjen praktfjärilar. Inga underarter finns listade i Catalogue of Life.